# Baursaki

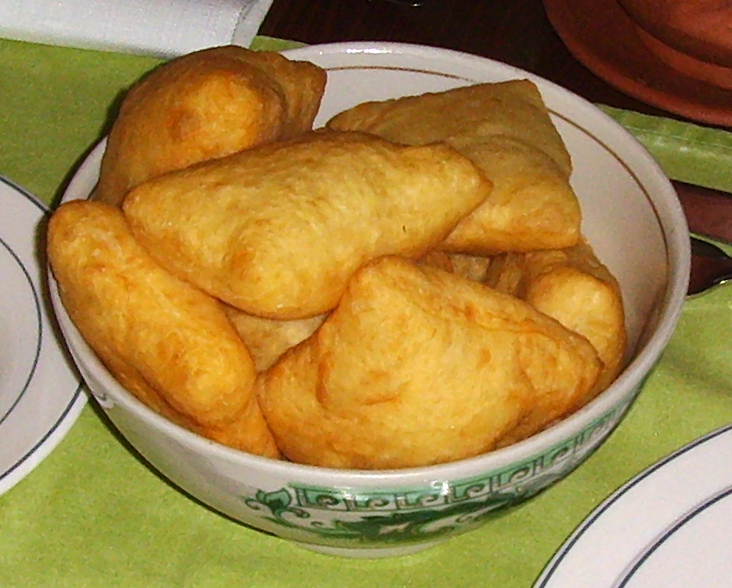
Baursaki

Baursaki (im kasachischen Plural Бауырсақтар Bauyrsaqtar) sind kleine, in siedendem Fett ausgebackene Teigröllchen. Sie werden aus einem gehaltvollen Hefesauerteig hergestellt.
Baursaki werden oft mit Puderzucker bestäubt. Sie sind in Kasachstan und in Kirgisistan sehr beliebt und werden dort meistens zum Tee gegessen.